# Lilla Salungen
Lilla Salungen är en sjö i Arvika kommun i Värmland och ingår i Göta älvs huvudavrinningsområde. Sjön har en area på 0,274 kvadratkilometer och ligger 162,4 meter över havet. Sjön avvattnas av vattendraget Slorudsälven (Oltjärnsbäcken).

## Delavrinningsområde
Lilla Salungen ingår i det delavrinningsområde (663787-132878) som SMHI kallar för Inloppet i Stora Salungen. Medelhöjden är 249 meter över havet och ytan är 20,6 kvadratkilometer. Det finns inga avrinningsområden uppströms utan avrinningsområdet är högsta punkten. Slorudsälven (Oltjärnsbäcken) som avvattnar avrinningsområdet har biflödesordning 4, vilket innebär att vattnet flödar genom totalt 4 vattendrag innan det når havet efter 327 kilometer. Avrinningsområdet består mestadels av skog (77 procent). Avrinningsområdet har 0,7 kvadratkilometer vattenytor vilket ger det en sjöprocent på 3,4 procent.